# San Antonio del Sur
San Antonio del Sur es un municipio de la Provincia de Guantánamo, en Cuba. Limita al norte con Yateras, al sur con el Mar Caribe al oeste con  Caimanera y Manuel Tames y al este con Imías y Baracoa.

## Demografía
En 2017 el municipio tenía una población de 25.880 habitantes, una superficie de 585 km², y una densidad de 45,3 Hab/km².